# Leptosphaeria allorgei
Leptosphaeria allorgei är en svampart som beskrevs av A.L. Guyot 1949. Leptosphaeria allorgei ingår i släktet Leptosphaeria och familjen Leptosphaeriaceae.   Inga underarter finns listade i Catalogue of Life.